# Brain’s Base
Y.K. Brain’s Base (jap. 有限会社ブレインズ・ベース, Yūgen-gaisha Bureinzu Bēsu, engl. Brain’s･Base Inc.) ist ein japanisches Animationsstudio.

## Geschichte
Brain’s Base wurde 1996 von Kazumitsu Ozawa (小沢 十光) gegründet, nachdem dieser als Produzent das Animationsstudio Tōkyō Movie Shinsha (heute: TMS Entertainment) verlassen hatte. 
Seine erste maßgebliche Beteiligung an der Produktion eines Anime hatte das Studio im Jahr 2000 bei der Videoproduktion (OVA) Shin Getter Robo tai Neo Getter Robo sowie dem Kinofilm Kaze o Mita Shōnen – The Boy Who Saw The Wind. Zwei Jahre später produzierte das Studio mit Bakutō Sengen Daigunder seine erste Fernsehserie.
Im Juni 2013 wurde die 3. Produktionsabteilung als eigenständiges Animationsstudio Shuka ausgegliedert.

## Produktionen

### Fernsehserien
- 2002: Bakuto Sengen Daigunder
- 2003: Bōken Yūki Pluster World
- 2005: Gunparade Orchestra
- 2005: Kamichu!
- 2006: Innocent Venus
- 2007: Baccano!
- 2007: Kishin Taisen Gigantic Formula
- 2008: Akikan!
- 2008: Kurenai
- 2008: Natsume Yūjinchō
- 2009: Ōkami to Kōshinryō II
- 2009: Zoku Natsume Yūjinchō
- 2010: Durarara!!
- 2010: Kuragehime
- 2011: Dororon Enma-kun Meeramera
- 2011: Kamisama Dolls
- 2011: Mawaru Penguindrum
- 2011: Natsume Yūjinchō San
- 2012: Ixion Saga DT
- 2012: Natsume Yūjinchō Shi
- 2012: Sengoku Collection
- 2012: Tonari no Kaibutsu-kun
- 2013: Amnesia
- 2013: Blood Lad
- 2013: Brothers Conflict
- 2013: Yahari Ore no Seishun Love Come wa Machigatteiru.
- 2014: Bokura wa Minna Kawaisō
- 2014: D-Frag!
- 2014: Isshūkan Friends.
- 2014: Kamigami no Asobi
- 2015: Aoharu × Kikanjū
- 2015: Dance with Devils
- 2015: Kyōkai no Rinne
- 2016: Cheer Danshi!!
- 2016: Endride
- 2016: Kyōkai no Rinne
- 2016: Servamp
- 2016: Watashi ga Motete Dō Sunda
- 2017: The Anonymous Noise
- 2017: Kyōkai no Rinne
- 2018: Gakuen Babysitters
- 2018: Gakuen Basara: Samurai Highschool
- 2019: Grimms Notes: The Animation

### Original Video Animations
- 2001: Mazinkaiser
- 2003: Mazinkaiser: Shitō! Ankoku Daishogun
- 2006: Gunparade Orchestra
- 2006: Kikōshi Enma
- 2007: Kimi ga Nozomu Eien – Next Season
- 2009: Akikan!
- 2009: Denpateki na Kanojo
- 2010: Kurenai
- 2012: Shijō Saikyō no Deshi Ken’ichi: Yami no Shūgeki
- 2014: Natsume Yūjinchō: Itsuka Yuki no Hi ni

### Weitere Anime-Produktionen
- 2000: Kaze o Mita Shōnen – The Boy Who Saw The Wind (Film)
- 2011: Hotarubi no Mori e (Film)
- 2013: Ansatsu Kyōshitsu (Kurzfilm)